# Tesoro de Peebles
El tesoro de Peebles es un tesoro de la Edad de Bronce que se encontró cerca de la localidad de Peebles, Escocia, en junio de 2020. Fue descubierto por Mariusz Stepien, un detectorista de metales aficionado de 44 años, y el hallazgo se anunció el 10 de agosto de 2020. 

## Descubrimiento
El tesoro fue descubierto el 21 de junio de 2020 por Mariusz Stepien, un detectorista de metales de 44 años, oriundo de Polonia pero residente en Edimburgo, que había estado buscando metales durante nueve años. Estaba buscando con amigos en un campo cerca de Peebles, Peeblesshire, cuando encontró el primer objeto alrededor de las 10 de la mañana, enterrado a 60 cm bajo del nivel del suelo. Inmediatamente dio aviso a la Unidad de Búsqueda de Tesoros Ocultos y a Museos Nacionales de Escocia. El lugar fue cubierto con una carpa hasta que llegaron los profesionales. Luego siguieron 22 días de trabajo en el lugar, durante los cuales Stepien y sus amigos acamparon en el sitio para protegerlo y observar el trabajo de los arqueólogos. Los hallazgos y la tierra circundante fueron llevados al Centro de Colección de los Museos Nacionales en Edimburgo, y posteriormente fueron escaneados mediante tomografía computarizada en la Universidad de Southampton, en Inglaterra. El hallazgo se anunció el 10 de agosto de 2020.

## Descripción
El tesoro de Pebbles fue extraído en un solo bloque de tierra y un análisis determinó que está compuesto por más de 500 piezas, conteniendo objetos tales como:
- Un arnés completo, con cierres de bronce y rastros orgánicos de cuero lo suficientemente detallados como para revelar las herramientas.
- Dos colgantes sonoros de bronce
- Una espada conservada en su vaina de madera, datada entre el 1000 a. C. y el 900 a. C.
- Una serie de botones de bronce sujetos con cuerdas.

## Significado
Dado que se contactó a arqueólogos profesionales antes de que se perturbara el sitio, se pudieron investigar los elementos en contexto y registrar los detalles del trabajo en cuero. Los hallazgos de la Edad del Bronce son raros en Escocia, y los artefactos establecen un vínculo entre la gente que vivía allí hace 3.000 años y las tribus del norte de Alemania, destacando la posición de Escocia en la prehistoria como parte de una red internacional de comunidades en todo el Mar del Norte.